# Castell d'Alguaire
Del Castell d'Alguaire, d'origen àrab, esmentat per primera vegada al segle xi, es conserven els vestigis dels murs de la muralla, d'una torre quadrada i de l'antiga Església de Santa Maria. Les restes del castell són declarades bé cultural d'interès nacional.

## Descripció
Les escasses restes del castell i convent d'Alguaire coronen un tossal situat a ponent de la població.
Del conjunt format per l'antic castell i monestir santjoanista resten escassos vestigis difícils de veure perquè al mateix indret hi ha un camp de conreu de cereals.
Es conserva part d'un mur de tanca, fet de tàpia sobre dues filades de pedra de gres, així com d'una torre quadrada (3 X 5 m) de característiques semblants, però massissa. Els carreus ben conservats han estat espoliats en alguns trams i ha quedat a la vista la maçoneria central del mur de basament.
També es conserven restes de l'absis de l'església, d'estil gòtic. Aquesta església, que en part donava a l'hospital, tenia cinc capelles principals i la capella del comanador.
Al mig del recinte s'ha localitzat la boca de la cisterna, la qual sembla que està intacta sota l'actual camp de cereals. D'altra banda, el material ceràmic trobat és força abundant i proporciona una datació que va des del segle xiii fins al segle xvii.

## Història
Com el seu topònim indica, Alguaire devia constituir originàriament un assentament musulmà. El primer esment del castell és del 1083, any en què el rei Sanç Ramírez, en el seu avenç per terres de Montsó i la Llitera, atorgava a Ramon Berenguer de Siscar i a Pere Bernat de Monesma unes terres properes al castell d'Alguaire ("Alguadra"). De tota manera, no sembla que la conquesta del castell d'Alguaire es fes fins poc abans de la conquesta definitiva de Lleida, el 1149.
En una data propera a aquesta conquesta, el comte Ramon Berenguer IV de Barcelona va encarregar al comte d'Urgell la presa de diversos pobles i castells de la baixa ribera del Noguera Ribagorçana i de la zona del Segre, entre ells Alguaire.
Sembla probable que el castell d'Alguaire fou pres per Ermengol VI d'Urgell, donades les pretensions de senyoriu que fins al segle xiv tingueren els comtes d'Urgell sobre aquesta baronia, atorgada a l'orde de l'Hospital de Sant Joan de Jerusalem.
El castell d'Alguaire consta, segons document fet per Alfons I l'any 1174, com un domini reial, fins que el 1186 el rei Alfons I atorgà als hospitalers la senyoria del castell i el terme d'Alguaire.
En el plànol i gravat del conjunt que va fer Beaulieu l'any 1640 són visibles, entre les fortificacions d'estrella de l'època, l'existència d'una muralla amb porta central i cinc torres rectangulars a cada banda, que devien correspondre a la fortificació medieval, de la qual hi ha les restes indicades.